# 毕志飞
毕志飞（1979年2月10日—），男，中国电影导演，北京实传创文化传媒有限公司总经理。

## 生平
出生于河北省赞皇县，母亲是工人，父亲是普通干部，毕志飞有一个哥哥、一个姐姐。1996年参加高考，只报考了北京大学未考取。1997年第二次参加高考为赞皇县理科状元（因而获得河北省海外同胞教育基金会的500元奖学金），被第二志愿北方工业大学工业设计专业录取。第一次报考北京电影学院表演系硕士研究生失利。本科毕业后去北京电影学院付费旁听一年。以第一名的成绩考上了2002级北京电影学院表演系硕士研究生。2005年硕士毕业。毕业前后的第一份工作是电视剧《大宋提刑官2》的副导演，但开机前被辞退，也就是从此时开始筹划《纯洁心灵·逐梦演艺圈》。随后在本科母校北方工业大学当外聘教师并备考北京大学艺术学院博士，此时住合租房，冬天只吃得起白菜。2007年考上北京大学博士研究生。师从彭吉象。2011年毕业获得博士学位。毕业后曾在北京联合大学短暂执教表演专业。
因自称筹备了12年的电影《纯洁心灵·逐梦演艺圈》饱受恶评，并起诉豆瓣网而被熟知。2021年又推出改編自《小城之春》的《新小城之春》。

## 争议事件

### 起诉豆瓣
《纯洁心灵·逐梦演艺圈》剛一上映就在豆瓣獲得大量差評。2017年5月30日，毕志飞发布公开信，表示不满自己的电影在豆瓣只有2分。豆瓣在公开信发布第二天在官方微博发布了一则起诉状，称已将毕志飞和其公司告上法庭，控诉其诽谤。9月26日，上映五天的《纯洁心灵·逐梦演艺圈》被撤档，毕志飞表示撤档是由于负评太多。
2018年1月22日，《逐梦演艺圈》出品方（北京实传创文化传媒有限公司）对豆瓣运营方（北京豆网科技有限公司）提出民事起诉，控告豆瓣没有尽其作为平台管理者的管理义务，导致其网站上持续出现对于此电影的恶意、不实评论，构成误导，有损实传创公司的合法权益；实传创公司又指，豆瓣在《逐梦演艺圈》上映当天把电影评分锁定为最低分。毕志飞发微博表示只索赔1元。此案于8月22日在北京朝阳法院开庭审理。

### 博士论文引批评
毕志飞于2011年博士毕业，撰写论文《艺术与商业融合的不懈探索——马丁·斯科西斯导演研究》。在处女作获得恶评后，又有网友剖析毕志飞的博士论文，发现存在参考文献不规范、大量引用教材、错误随处可见等问题。此外，他被质疑留美经历“有背景”，并且牵扯到他的岳父。

### 怒斥徐峥
2020年1月26日，毕志飞在微博回顾了《人在囧途》版权纠纷及醉酒殴打女记者等徐峥的丑闻，怒斥徐峥应“滚出娱乐圈”。